# Silphium
- Commons
- Wikispecies

Silphium é um gênero botânico pertencente à família Asteraceae. 
Membros deste gênero são plantas herbáceas perenes, que crescem de 0,5 a 4m de altura, com flores amarelas (raramente brancas) no topo. O nome do gênero vem de uma palavra da Antiga Grécia para uma planta do Norte da África cuja identidade se perdeu, conhecida no Império Romano por como tempero, afrodisíaco, perfume e até anticoncepcional. 

## Espécies
- Silphium albiflorum
- Silphium asteriscus
- Silphium brachiatum
- Silphium compositum
- Silphium glutinosum
- Silphium gracile
- Silphium integrifolium
- Silphium laciniatum
- Silphium mohrii
- Silphium perfoliatum
- Silphium perplexum
- Silphium pinnatifidum
- Silphium radula
- Silphium reverchonii
- Silphium scaberrimum
- Silphium simpsonii
- Silphium terebinthinaceum
- Silphium trifoliatum
- Silphium wasiotense

## Classificação do gênero
| Sistema | Classificação                                 | Referência               |
| ------- | --------------------------------------------- | ------------------------ |
| Linné   | Classe Syngenesia, ordem Polygamia necessaria | Species plantarum (1753) |